# М19 (міна)
М19 (Anti-tank mine M19) — протитанкова протигусенична міна натискної дії.
Міна є плоскою квадратною металевою коробкою, всередині поміщається заряд вибухівки, а зверху встановлюється підривник. На бічній стінці корпусу є гнізда для встановлення підривника невиймання, закритий пробкою. Вибух відбувається при наїзді гусеницею танка або колесом автомобіля на верхню кришку міни.
Розроблена в США. Міна була прийнята на озброєння в середині п'ятдесятих роках минулого століття, з озброєння армії США не знято й досі (2009 р.). Випускається за ліцензією в таких країнах як Чилі, Південна Корея та Туреччина. А неліцензійна копія виготовляється в Ірані. Вона застосовувалася в Афганістані, Анголі, Чаді, Чилі, Кіпр, Іран, Ірак, Йорданія, Корея, Ліван, у Західній Сахарі та Замбії.